# مورگان لایف کار
مورگان لایف کار (Morgan LIFEcar) خودرویی است که در سال‌های ۲۰۰۹ تا تولید شده‌است.